# هربرت ساندبرغ (ملحن)
هربرت ساندبرغ (بالسويدية: Herbert Sandberg)‏ هو موزع وملحن سويدي، ولد في 26 فبراير 1902 في فروتسواف في بولندا، وتوفي في 7 يناير 1966 في دانديريد ‏ في السويد.

## وصلات خارجية
- هربرت ساندبرغ على موقع IMDb (الإنجليزية)
- هربرت ساندبرغ على موقع ميوزك برينز (الإنجليزية)
- هربرت ساندبرغ على موقع أول ميوزيك (الإنجليزية)
- هربرت ساندبرغ على موقع ديسكوغز (الإنجليزية)
- هربرت ساندبرغ على موقع قاعدة بيانات الفيلم (الإنجليزية)